# سرگرد داندی
سرگرد داندی (انگلیسی: Major Dundee) یک فیلم وسترن جنگی به کارگردانی سم پکینپا محصول سال ۱۹۶۵ است.

## داستان
در طول جنگ داخلی آمریکا، سروان آموس دندی از ارتش اتحادیه به دلیل اشتباهی در نبرد گتیسبورگ از فرماندهی عزل می‌شود و به مدیریت اردوگاه اسرای جنگی در نیومکزیکو منتقل می‌شود. پس از کشتار یک خانواده دامدار و گروهی از سواره نظام توسط رهبر آپاچی‌ها به نام سیرا چریبا، دندی پیشاهنگش ساموئل پاتس را برای ردیابی چریبا می‌فرستد و به طور غیررسمی شروع به جمع‌آوری نیرو می‌کند.
او سعی می‌کند اسرای کنفدراسیون به رهبری دوست سابقش کاپیتان بن تایرین را متقاعد کند، اما تایرین که به خاطر رأی دندی در دادگاه نظامی پیش از جنگ کینه دارد، این پیشنهاد را رد می‌کند. نیروی دندی شامل افراد مختلفی می‌شود: تیم رایان (تنها بازمانده کشتار و راوی داستان)، یک دزد اسب، باربر مست، کشیشی انتقام‌جو و گروهی از سربازان سیاهپوست خسته از کارهای پیش‌پاافتاده.
آنها درگیر نبردهای خونینی با آپاچی‌ها می‌شوند، چند کودک اسیر را نجات می‌دهند، اما در یک کمین بیشتر آذوقه خود را از دست می‌دهند. برای تأمین غذا، به روستایی تحت کنترل نیروهای فرانسوی حمله می‌کنند. در این میان، رابطه عاشقانه دندی با ترزا سانتیاگو باعث تنش بین او و تایرین می‌شود.
پس از چندین درگیری، نیروهای دندی موفق می‌شوند چریبا را به دام انداخته و از بین ببرند. در حالی که باقی‌مانده نیروها به سمت خانه بازمی‌گردند، از پایان جنگ داخلی و ترور لینکلن بی‌خبر هستند. تایرین که در آخرین نبرد مجروح شده، پرچم رژیمنت را به دندی می‌سپارد و در حالی که تنها تعداد کمی از نیروها زنده می‌مانند، داستان به پایان می‌رسد.
بعد از بازگشت به خاک آمریکا، دندی و باقی مانده نیروهایش با واقعیتی تلخ روبرو می‌شوند. آنها که ماه‌ها در بیابان‌های نیومکزیکو و مکزیک سرگردان بودند، از اخبار مهم کشور بی‌خبر مانده‌اند: جنگ داخلی به پایان رسیده، ژنرال لی تسلیم شده، و پرزیدنت لینکلن ترور شده است.
سربازان کنفدراسیون در گروه دندی، از جمله چیلوم و بنتین، حالا دیگر دلیلی برای جنگیدن ندارند. با این حال، وفاداری‌های قدیمی به سرعت رنگ می‌بازد. تیم رایان در روایت خود اشاره می‌کند که این مردان که زمانی دشمن یکدیگر بودند، حالا در کنار هم به خانه بازمی‌گردند - نه به عنوان یانکی یا کنفدراسیون، بلکه به عنوان انسان‌هایی که با هم مصائب بسیاری را پشت سر گذاشته‌اند.
دندی که زخم پایش هنوز خوب نشده، بر روی اسبی که از فرانسوی‌ها گرفته بود سوار می‌شود. او پرچمی را که تایرین در آخرین لحظات به او سپرد، محکم در دست می‌گیرد. ستوان گراهام و ساموئل پاتس در کنارش هستند، در حالی که سربازان سیاهپوست که حالا دیگر برده نیستند، با وقار جدیدی راه می‌روند.
در آخرین صحنه، کاروان کوچک آنها به سمت غروب آفتاب حرکت می‌کند. تیم رایان در روایت پایانی خود می‌گوید: "ما فکر می‌کردیم برای کشورمان می‌جنگیم، اما در پایان فهمیدیم که برای خودمان می‌جنگیدیم - برای آنچه در درونمان بود." داستان با تصویری از این گروه نامتجانس که حالا به برادرانی تبدیل شده‌اند که از جهنم عبور کرده‌اند، به پایان می‌رسد.
در سکوت سنگین بیابان، تنها صدای سم اسب‌ها و جیرجیرک‌ها به گوش می‌رسید. دندی به پرچم کهنه‌ای که تایرین با جان‌فشانی به او سپرده بود خیره شد. پرچمی که حالا دیگر نماد هیچ جناحی نبود، بلکه یادگاری از همه رنج‌ها و از خودگذشتگی‌هایشان بود.
"سروان..." گراهام با احتیاط جلو آمد. "فکر می‌کنی وقتی برگردیم، با چه چیزی روبرو می‌شویم؟"
دندی آهی کشید و عینکش را تمیز کرد: "کشوری ویران، مردم خشمگین و آینده‌ای نامعلوم. ولی حداقل یک چیز را می‌دانیم - دیگر نیازی نیست به هموطنانمان شلیک کنیم."
پاتس که از پشت سر می‌آمد، اضافه کرد: "اون فرانسوی‌ها هنوز هم در مکزیک هستند. شاید کار ما تمام نشده باشه."
سربازان سیاهپوست به یکدیگر نگاه کردند. یکی از آنها به نام جکسون آرام گفت: "حالا که آزادیم، می‌خوایم زمینی بخریم و خانوادهمون رو بزرگ کنیم. دیگه جنگ بسّه."
ناگهان صدای سرفه‌های خشنی توجه همه را جلب کرد. بنتین، یکی از سربازان کنفدراسیون، روی زمین افتاده بود. پزشک گروه که خودش هم زخمی بود، سریع بالای سرش خم شد: "تب داره. اون تیر تو پشتش عفونت کرده."
دندی از اسب پیاده شد و کنار بنتین زانو زد. مرد که نفس‌نفس می‌زد، با چشمانی پر از درد به دندی نگاه کرد: "همه این راه رو... باهم اومدیم... حالا می‌خوام تنها بمیرم؟"
"نه دوست من." دندی دستش را روی شانه بنتین گذاشت. "ما رو تا آخرین نفس همراهی می‌کنیم. قول می‌دم تو رو به خونه برسونیم."
آن شب، در حالی که آتش اردوگاه روشنایی بخش تاریکی بود، همه دور هم جمع شدند. حتی چیلوم، که همیشه غرغر می‌کرد، سکوت کرده بود. تیم رایان شروع به نواختن آهنگ ملایمی با ساز دهنی کرد - ترانه‌ای قدیمی از ویرجینیا که هم یانکی‌ها و هم کنفدراسیون‌ها آن را می‌شناختند.
در آن لحظه، زیر آسمان پرستاره نیومکزیکو، مرزهای شمال و جنوب محو شد. آنها نه سربازان پیروز و نه شکست‌خورده بودند، بلکه تنها انسان‌هایی بودند که از کوره‌ی سوزان جنگ عبور کرده بودند و حالا، با زخم‌هایی عمیق‌تر از آنچه که روی پوستشان بود، به سوی آینده‌ای نامعلوم قدم برمی‌داشتند.
صبح روز بعد، کاروان کوچک آنها به حرکت خود ادامه داد. بنتین را روی برانکارد دستسازی گذاشته بودند که بین دو اسب بسته شده بود. آفتاب سوزان بیابان بر فراز آنها میسوخت، اما اینبار گرمای آن تحملپذیرتر به نظر میرسید - انگار طبیعت هم با پایان جنگ، از خشم خود کاسته بود.
در راه، به کاروان کوچکی از مهاجران برخوردند. مردی سالخورده با چهرهای آفتابسوخته جلو آمد: "خبری از جنگ دارید؟ ما سه ماهه که در بیابانیم."
دندی لحظهای تردید کرد، سپس پاسخ داد: "جنگ تمام شده. لینکلن هم کشته شده."
سکوت سنگینی فضای را فراگرفت. زنی از میان مهاجران فریاد کشید و به زمین افتاد. مرد جوانی با چشمانی خشمگین جلو پرید: "دروغ میگی! پرزیدنت ما نمیتونه مرده باشه!"
گراهام آرام قدمی جلو گذاشت: "متأسفیم دوست من. ما خودمون هم تازه فهمیدیم. اینجا بیست و پنجم آوریل ۱۸۶۵ است - جنگ دهم روز پیش تمام شد."
مهاجران بهت‌زده دور هم جمع شدند. دندی دستور داد به آنها آب و غذا بدهند. در میان هیاهو، بنتین که حالش بدتر شده بود، صدای ضعیفی کرد: "دندی... من... من میخوام قبل از مردن، یه درختی ببینم... نه این بیابان لعنتی رو..."
ساموئل پاتس که مسیرها را خوب میشناخت، اشاره کرد: "تا رودخانه ریو گرانده کمتر از یه روز راهه. اون طرفش درختهای زیادی هست."
آن شب، وقتی به رودخانه رسیدند، بنتین آخرین نفسهایش را میکشید. در سایه درختان بلوط، با چشمانی که دیگر قدرت دیدن نداشت، پرسید: "درختا... اینجا هستن؟"
دندی دستش را گرفت و روی تنه درختی گذاشت: "آره دوست من. پر از برگهای سبز و قوی هستن."
لبخند کوچکی روی لبهای بنتین نقش بست: "خوبه... حداقل یه چیزی تو این دنیا هنوز ریشه داره..." و سپس برای همیشه چشمانش بسته شد.
صبح روز بعد، آنها بنتین را زیر همان درخت بلوط به خاک سپردند. دندی کلاهش را برداشت و گفت: "چه شمالی، چه جنوبی، همه ما توی این خاک یکسانیم." سربازان سیاهپوست با احترام نظامی ایستادند، در حالی که چیلوم - سرباز قدیمی کنفدراسیون - با صدایی لرزان دعایی خواند.
در ادامه مسیر، وقتی از مرز گذشتند، گروه کمکم از هم جدا شدند. هر کسی به سمتی میرفت - بعضی به ویرجینیا، بعضی به کارولینا، و آن سربازان سیاهپوست به دنبال زمینی برای کشاورزی. در آخرین وداع، دندی به تیم رایان گفت: "این داستان رو بنویس پسر. نه برای شمال، نه برای جنوب... برای آمریکا بنویس."
و بدین ترتیب، این گروه نامتجانس که در آتش جنگ و بیابان گداخته شده بودند، هر کسی به سمتی پراکنده شدند - با زخمهایی که هیچگاه التیام نمییافت، اما با درسی که تا همیشه در قلبشان میماند: اینکه انسانیت مهمتر از هر پرچم و مرزی است.

## بازیگران
- چارلتون هستون
- ریچارد هریس
- جیم هاتن
- جیمز کابرن
- زنتا برگر
- مایکل پتی
- ماریو آدورف
- وارن اوتس
- بن جانسون
- اسلیم پیکنز
- جان دیویس چندلر
- براک پیترس
- آر.جی. آرمسترانگ
- ال. کیو. جونز
- داب تیلور
- کارل سونسون